# Rory Cochrane
Rory Cochrane (Siracusa, Nueva York; 28 de febrero de 1972) es un actor estadounidense. Es principalmente conocido por sus papeles en el cine como Ron Slater en Dazed and Confused y Lucas en Empire Records, y su papel en televisión como Tim Speedle en CSI: Miami.

## Biografía

### Inicios
Cochrane nació en Siracusa (Nueva York). Es el tercer hijo de Brendan y Siobhan). Pasó su infancia en Grantchester (Inglaterra). Luego volvió a Estados Unidos y se educó en Nueva York y se matriculó en el Fiorello H. LaGuardia High School of Music & Art and Performing Arts. Sus primeros papeles incluyeron una participación en un docudrama sobre drogas en el Saturday Night with Connie Chung en 1989 y una aparición en un episodio de H.E.L.P. en 1990.

### Carrera
Hizo su debut en el cine (una aparición en pantalla de quince segundos) en A Kiss Before Dying, seguido por su primer papel a considerar como hijo de Jeff Goldblum en Fathers & Sons. Cochrane consiguió papeles de mayor importancia en las películas Empire Records y Dazed and Confused, apareciendo también en  Hart's War, protagonizada por Bruce Willis en 2002. También intervino en la película de Richard Linklater, A Scanner Darkly, en 2006, y en la película Oculus de 2013.
Fue uno de los protagonistas de las dos primeras temporadas de la serie de televisión, CSI: Miami, recuperando su papel de Tim Speedle, como una alucinación del Detective Eric Delko, en el episodio "Bang, Bang, Your Debt", de la sexta temporada. Ha indicado que hará otra aparición en la serie antes de que finalice dicha temporada.